# Croton gaumeri
Espèce
Classification APG III (2009)
 Croton gaumeri est une espèce de plantes à fleurs du genre Croton et de la famille des Euphorbiaceae, présente au Mexique (Quintana Roo, Yucatán).